# Schwerdorff
Schwerdorff (fràncic lorenès Schweerdroff) és un municipi francès situat al departament del Mosel·la i a la regió del Gran Est. L'any 2007 tenia 442 habitants.

## Demografia

### Població
El 2007 la població de fet de Schwerdorff era de 442 persones. Hi havia 170 famílies, de les quals 32 eren unipersonals (16 homes vivint sols i 16 dones vivint soles), 63 parelles sense fills, 67 parelles amb fills i 8 famílies monoparentals amb fills.
La població ha evolucionat segons el següent gràfic:
Habitants censats

### Habitatges
El 2007 hi havia 187 habitatges, 171 eren l'habitatge principal de la família, 4 eren segones residències i 12 estaven desocupats. 171 eren cases i 14 eren apartaments. Dels 171 habitatges principals, 138 estaven ocupats pels seus propietaris, 23 estaven llogats i ocupats pels llogaters i 10 estaven cedits a títol gratuït; 7 tenien dues cambres, 14 en tenien tres, 24 en tenien quatre i 126 en tenien cinc o més. 157 habitatges disposaven pel capbaix d'una plaça de pàrquing. A 50 habitatges hi havia un automòbil i a 102 n'hi havia dos o més.

### Piràmide de població
La piràmide de població per edats i sexe el 2009 era:
| Homes | Edats   | Dones |
| ----- | ------- | ----- |
| 0     | 95 o +  | 0     |
| 0     | 90 a 94 | 4     |
| 4     | 85 a 89 | 0     |
| 0     | 80 a 84 | 8     |
| 8     | 75 a 79 | 16    |
| 8     | 70 a 74 | 4     |
| 4     | 65 a 69 | 8     |
| 8     | 60 a 64 | 8     |
| 16    | 55 a 59 | 8     |
| 24    | 50 a 54 | 20    |
| 16    | 45 a 49 | 24    |
| 16    | 40 a 44 | 12    |
| 8     | 35 a 39 | 4     |
| 16    | 30 a 34 | 20    |
| 0     | 25 a 29 | 4     |
| 16    | 20 a 24 | 4     |
| 16    | 15 a 19 | 24    |
| 0     | 10 a 14 | 8     |
| 20    | 5 a 9   | 4     |
| 4     | 0 a 4   | 4     |

## Economia
El 2007 la població en edat de treballar era de 289 persones, 193 eren actives i 96 eren inactives. De les 193 persones actives 185 estaven ocupades (114 homes i 71 dones) i 8 estaven aturades (5 homes i 3 dones). De les 96 persones inactives 29 estaven jubilades, 17 estaven estudiant i 50 estaven classificades com a «altres inactius».

### Ingressos
El 2009 a Schwerdorff hi havia 169 unitats fiscals que integraven 444 persones, la mediana anual d'ingressos fiscals per persona era de 17.806 €.

### Activitats econòmiques
Els 3 establiments que hi havia el 2007 eren d'empreses de construcció.
Dels 3 establiments de servei als particulars que hi havia el 2009, 1 era una fusteria, 1 lampisteria i 1 electricista.
L'any 2000 a Schwerdorff hi havia 19 explotacions agrícoles que ocupaven un total de 441 hectàrees.

## Equipaments sanitaris i escolars
El 2009 hi havia una escola elemental integrada dins d'un grup escolar amb les comunes properes formant una escola dispersa.

## Poblacions més properes
El següent diagrama mostra les poblacions més properes.